# Bimuria
Bimuria är ett släkte av svampar. Bimuria ingår i familjen Montagnulaceae, ordningen Pleosporales, klassen Dothideomycetes, divisionen sporsäcksvampar och riket svampar.
|         | Microsphaeropsis                          |
|         |                                           |
|         | Winterella                                |
|         |                                           |
|         | Phaeodothis                               |
|         |                                           |
|         | Montagnula                                |
|         |                                           |
|         | Kalmusia                                  |
|         |                                           |
| Bimuria | \| \| Bimuria novae-zelandiae \| \| \| \| |
|         | \| \| Bimuria novae-zelandiae \| \| \| \| |
|         | Paraphaeosphaeria                         |
|         |                                           |
|         | Paraconiothyrium                          |
|         |                                           |
|         | Bimuria novae-zelandiae                   |
|         |                                           |

|  | Bimuria novae-zelandiae |
|  |                         |